# SV Energie Berlin (Abteilung Rudern)

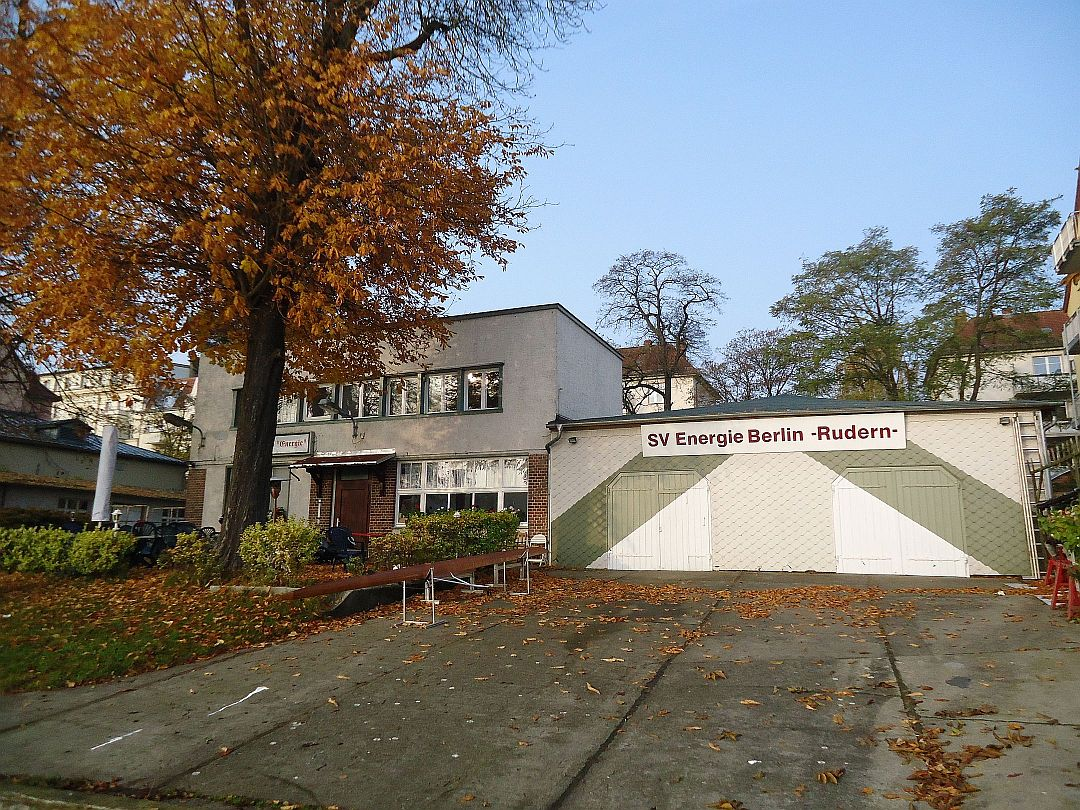
Bootshaus des SV Energie Berlin (2011)

Der SV Energie Berlin e. V. (Abteilung Rudern) ist ein 1913 unter dem ursprünglichen Namen Rudervereinigung von 1887 im Berliner Stadtteil Köpenick gegründeter Ruderverein.

## Geschichte

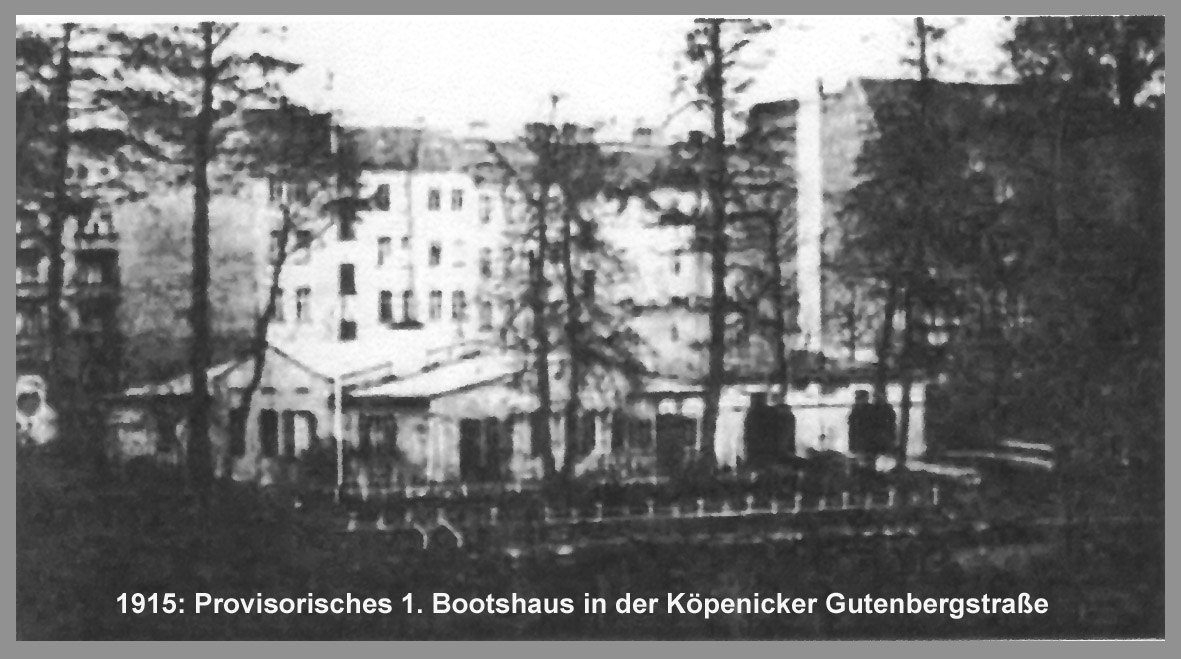
Erstes Bootshaus in der Gutenbergstraße

Im April 1913 schlossen sich die Rudervereine Albatros und Spreestern zur Rudervereinigung von 1887 zusammen. Im Februar 1914 kaufte die Rudervereinigung von 1887 das Wassergrundstück in der Gutenbergstraße 4–5, auf dem am 4. Juli 1915 ein Vereinshaus mit Bootshalle, Umkleiden und Festsaal eingeweiht wurde.
Im Oktober 1953 bezog die Sektion Rudern der Sportvereinigung „Fortschritt“ das Bootshaus in der Gutenbergstraße 4–5. Danach wechselte der Name des Rudervereins noch einige Male, abhängig vom jeweiligen Trägerbetrieb: 1962 Rudersektion der BSG „Lok Oberspree“, 1969 BSG „Einheit Zentrum“ und 1976 Sektion Rudern der BSG „Energie Berlin“. 1990 erfolgte die Umbenennung in SV Energie Berlin.